# Abretter
Abretter är ett berg i Österrike. Det ligger på gränsen mellan förbundslanden Salzburg och Tyrolen, i den centrala delen av landet, 300 kilometer väster om huvudstaden Wien. Toppen på Abretter är 2 979 meter över havet.
Den högsta punkten i närheten är Rote Säule, 2 993 meter över havet, direkt sydöst om Abretter. Runt Abretter är det ganska glesbefolkat, med 29 invånare per kvadratkilometer. Närmaste större samhälle är Mittersill, 15,3 kilometer norr om Abretter.
I närheten ligger en glaciären som fått sitt namn efter berget, Abretterkees.